# Lijst van rijksmonumenten in Eersel (plaats)
De plaats Eersel telt 20 inschrijvingen in het rijksmonumentenregister. Hieronder een overzicht.
| Object                                                           | Oorspronkelijke functie? | Bouwjaar              | Architect | Locatie        | Coördinaten?                  | Nr.?   | Afbeelding             |
| ---------------------------------------------------------------- | ------------------------ | --------------------- | --------- | -------------- | ----------------------------- | ------ | ---------------------- |
| Den Herd                                                         | Boerderij                |                       |           | Hertstraat 28  | 51° 21' 50" NB, 5° 18' 29" OL | 14568  | Meer afbeeldingen      |
| Sint-Willibrorduskerk                                            | Kerk en kerkonderdeel    |                       |           | Kerkstraat 31  | 51° 21' 28" NB, 5° 19' 16" OL | 517808 | Meer afbeeldingen      |
| OLV van Kempenkapel                                              | Kapel                    |                       |           | Markt 1        | 51° 21' 37" NB, 5° 18' 29" OL | 14570  | Meer afbeeldingen      |
| Huis met gebosseerd gepleisterde lijstgevel                      | Woonhuis                 |                       |           | Markt 15a-15e  | 51° 21' 35" NB, 5° 18' 29" OL | 14571  | Meer afbeeldingen      |
| Huis met gepleisterde gevel                                      | Woonhuis                 |                       |           | Markt 17       | 51° 21' 35" NB, 5° 18' 29" OL | 14572  | Meer afbeeldingen      |
| Huis met schilddak en lijstgevel, waarop kroonlijst met consoles | Woonhuis                 |                       |           | Markt 21       | 51° 21' 33" NB, 5° 18' 29" OL | 14573  | Meer afbeeldingen      |
| Dorpswoning onder zadeldak tussen zij-topgevels                  | Woonhuis                 |                       |           | Markt 31-33    | 51° 21' 32" NB, 5° 18' 31" OL | 14574  | Meer afbeeldingen      |
| Woning onder zadeldak tussen zijtopgevels                        | Woonhuis                 |                       |           | Markt 49       | 51° 21' 29" NB, 5° 18' 32" OL | 14575  | Meer afbeeldingen      |
| Dwarshuis zonder verdieping onder met pannen gedekt zadeldak     | Woonhuis                 |                       |           | Markt 51       | 51° 21' 29" NB, 5° 18' 32" OL | 14576  | Meer afbeeldingen      |
| Huis met witgepleisterde lijstgevel                              | Woonhuis                 |                       |           | Markt 18       | 51° 21' 36" NB, 5° 18' 31" OL | 14577  | Meer afbeeldingen      |
| Huis met dwars zadeldak tussen zijtopgevels                      | Woonhuis                 |                       |           | Markt 20a-22a  | 51° 21' 36" NB, 5° 18' 31" OL | 14578  | Meer afbeeldingen      |
| Woning onder met pannen belegd, overstekend schilddak            | Woonhuis                 |                       |           | Markt 30       | 51° 21' 33" NB, 5° 18' 31" OL | 14579  | Meer afbeeldingen      |
| Woning onder pannen belegd, overstekend schilddak                | Woonhuis                 |                       |           | Markt 30a-32   | 51° 21' 33" NB, 5° 18' 32" OL | 14580  | Meer afbeeldingen      |
| Ned.Herv.Kerk                                                    | Kerk en kerkonderdeel    | 1812, herbouwd 1862   |           | Markt 38       | 51° 21' 31" NB, 5° 18' 32" OL | 14581  | Meer afbeeldingen      |
| Pomp                                                             | Straatmeubilair          | 1864                  |           | Markt bij 1    | 51° 21' 35" NB, 5° 18' 30" OL | 14582  | Meer afbeeldingen      |
| De Heestert                                                      | Boerderij                |                       |           | Postelseweg 97 | 51° 20' 3" NB, 5° 17' 25" OL  | 14583  | Upload foto            |
| De Bult                                                          | Boerderij                |                       |           | Hees 40        | 51° 22' 27" NB, 5° 20' 2" OL  | 14588  | De Bult                |
| De oude hoeve                                                    | Boerderij                | 1884 (en delen ouder) |           | Markt 2        | 51° 21' 38" NB, 5° 18' 31" OL | 517806 | Meer afbeeldingen      |
| Veezicht-Mijn genoegen                                           | Boerderij                | 1930                  |           | Postelseweg 25 | 51° 20' 23" NB, 5° 17' 22" OL | 517810 | Veezicht-Mijn genoegen |
| Terrein met restanten van bewoning uit Vroegere Mesolithicum     | Archeologisch monument   |                       |           |                | 51° 20' 36" NB, 5° 17' 7" OL  | 527601 | Upload foto            |